# Poręba (Mazovie)
Pour les articles homonymes, voir Poręba (homonymie).
Poręba (prononciation : [pɔˈrɛmba]) est un village polonais de la gmina de Lipsko dans le powiat de Lipsko de la voïvodie de Mazovie dans le centre-est de la Pologne.
Il se situe à environ 127 kilomètres au sud de Varsovie (capitale de la Pologne).

## Histoire
De 1975 à 1998, le village appartenait administrativement à la voïvodie de Radom.